# Hidromel

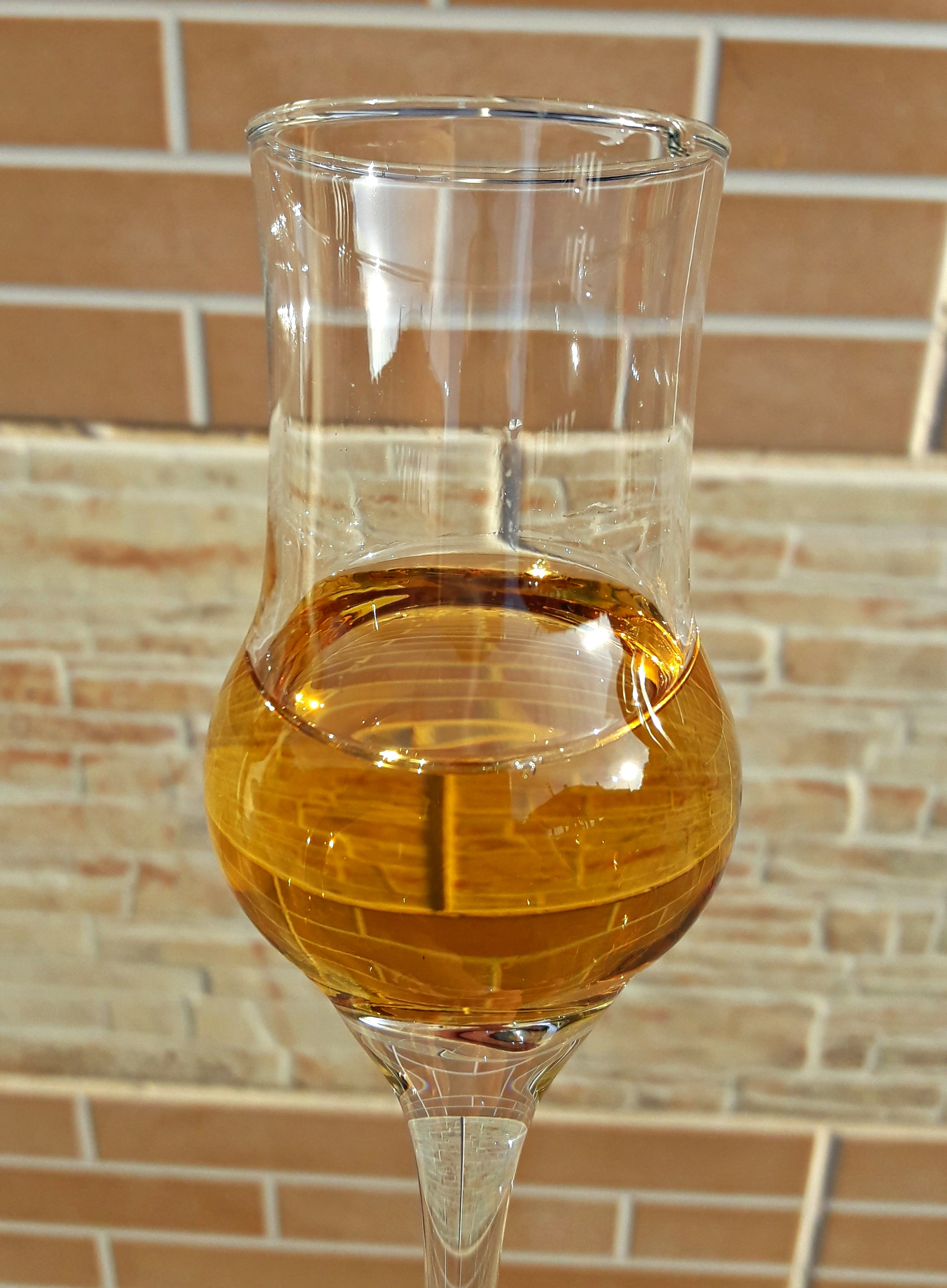
Hidromel Tradicional.

Hidromel ou água-mel é uma bebida alcoólica fermentada cuja maior parcela dos açúcares que a criou são provenientes do mel, independentemente dos adjuntos usados na preparação do mosto. Por se tratar de uma bebida alcoólica fermentada, seus volumes alcoólicos variam de acordo com a receita, admitindo fortificação em alguns casos. Somente com a fermentação, produtores artesanais alcançam teores alcoólicos que beiram 20 ºGL.
Encontrada na China durante o período neolítico, há 9 000 anos, uma bebida fermentada à base de mel, arroz e o fruto de um espinheiro, sendo essa a evidência mais antiga de um fermentável alcoólico. Entre os víquingues era tão estimada que a própria Mitologia Nórdica explicava seu surgimento e preciosidade. Os povos da América Pré-Colombiana também produziam hidromel, tanto os maias quanto os povos indígenas brasileiros. Em ambos os casos, relatados pelos jesuítas, o mel utilizado era de abelhas nativas, as chamadas Meliponinis uma subfamília das apidae.

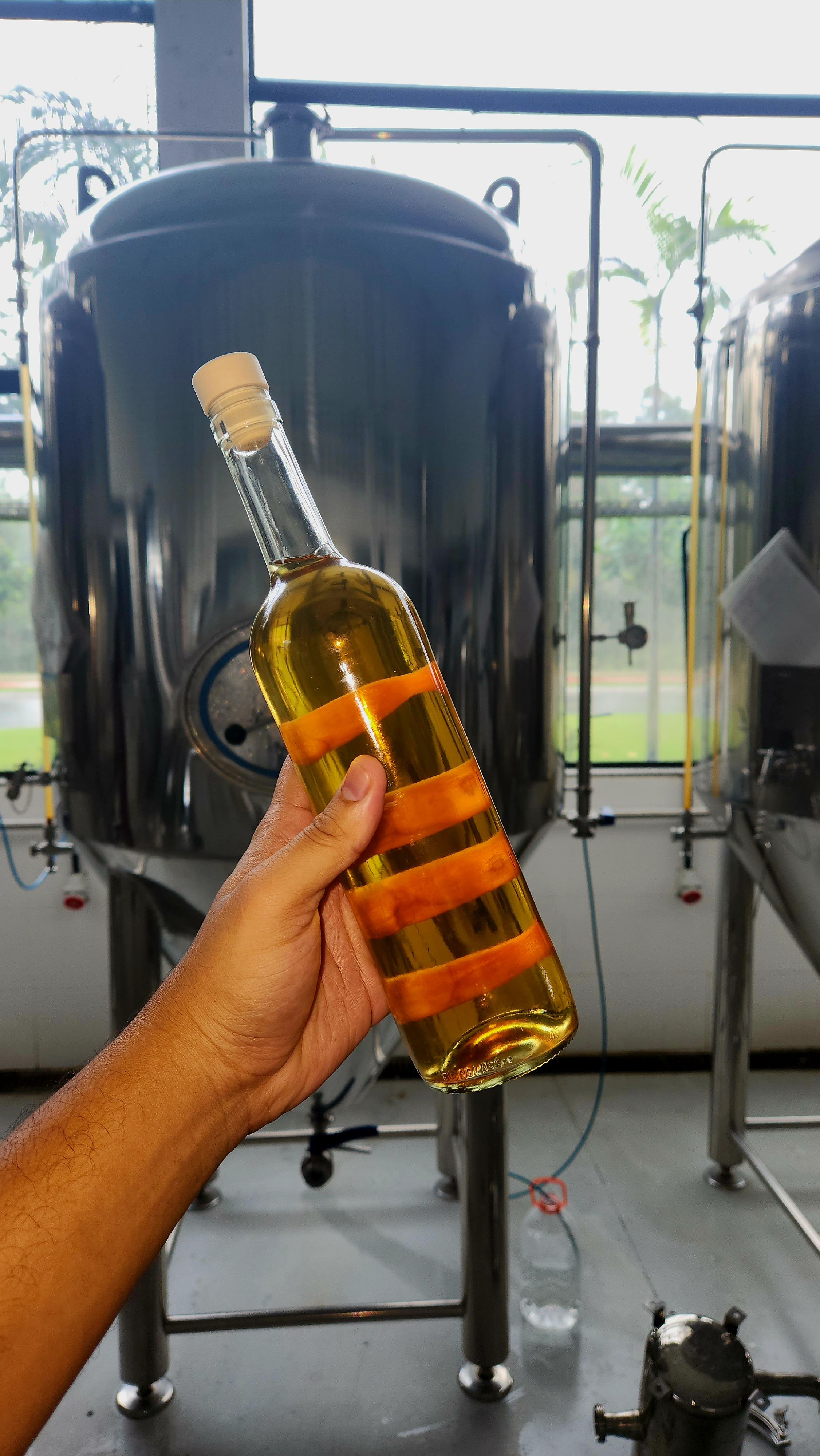
Hidromel retirado do fermentador.

Nas obras de J.R.R.Tolkien, George R. R. Martin, J. K. Rowling, Juliet Marillier, C. S. Lewis, Bernard Cornwell, Patrick Rothfuss, Christopher Paolini, Kristin Hannah, Rick Riordan, Mary Stewart, entre outros, são feitas menções a esta bebida.

## Hidromel, suas classificações e estilos
A receita básica do hidromel consiste somente em água, mel e leveduras. A partir desta base é possível adicionar, se assim desejar, inúmeros adjuntos como frutas, especiarias, ervas, flores, grãos, etc. Admitindo, portanto, uma enorme variedade de ingredientes, o hidromel pode ser classificado em diferentes estilos/categorias. 
A classificação moderna mais conhecida e utilizada em concursos nacionais e internacionais é do chamado Beer Judge Certification Program (BJCP). O seu guia de estilos (Mead Style Guidelines) classifica o hidromel através de parâmetros como: quantidade de mel residual, teor alcoólico, insumos utilizados, métodos e receitas históricas, nível de carbonatação da bebida, entre outros.

### Hidromel tradicional
Também conhecido por "Show Mead", é a versão mais simples no que diz respeito à sua composição, pois compreende somente água, mel e leveduras, podendo ter ou não, após de pronto, açúcar residual. No guia de estilos do BJCP é a categoria M1, chamado de "Tradicional Mead", cuja classificação é:
- Dry mead
- Semi-sweet
- Sweet

Essa classificação é feita de acordo com o mel residual que finalizou a bebida.

### Melomel
Melomel é o nome dado ao hidromel que recebeu adição de alguma(s) fruta(s). Para o guia de estilos do BJCP a classificação do hidromel com fruta é mais ampla, onde o termo melomel se refere à todo hidromel feito com frutas que não sejam de caroço (stone fruit), bagas (berries), maçã ou uva. Sendo assim:
- Cyser (feito com maçã, suco da maçã ou mosto de sidra)
- Pyment (feito com uva, suco de uva ou mosto de vinho)
- Berry Mead (feito com frutas de bagas como amora, morango, framboesa, etc)
- Stone Fruit Mead (frutas de caroço como cereja, pêssego, manga, etc)
- Melomel (abacaxi, frutas cítricas, melão, etc)

### Metheglyn
O hidromel com adição de ervas e especiarias é conhecido por metheglyn. O guia de estilos o enquadra na categoria "Spiced Mead", cujas sub-categorias são:
- Fruit and Spice Mead (hidromel com frutas e especiarias)
- Spice, Herb or Vegetable Mead

### Bochet
Fora do guia de estilos citado acima, o hidromel pode ser classificado, também, quando parte ou todo mel que o compõe é caramelizado. Com esse processo, temos um hidromel com características singulares que remetem caramelo, toffe, além de intensificar o aroma e gosto do mel sem agregar características de mel cru, caso for adicionado após a fermentação

### Rhodomel
Outro estilo que não é especificado no guia de estilos do BJCP, apesar de se enquadrar na categoria "Spiced Mead", é o Rhodomel. Trata-se de um hidromel produzido com adição de rosas (também água de rosas) ou demais flores. Um hidromel muito delicado que exige certa expertise do produtor, já que sua leveza expõe facilmente quaisquer defeitos que a bebida possa ter.

### Specialty Mead
Nessa categoria do BJCP encontram-se os hidromeles históricos produzidos de acordo com a cultura e tradição de um povo, hidromeles feitos com o principal insumo da cerveja e qualquer outro hidromel que não se enquadre nas demais categorias. São eles:
- Braggot (hidromel feito com malte ou mosto cervejeiro, podendo haver adição de lúpulo ou não)
- Historical Mead (hidromel produzido tradicionalmente na Polônia ou na Etiópia)
- Experimental Mead (hidromel cuja classificação não é contemplada pelas demais categorias)

### Hidromel Polonês (Miód pitny)
Embora o BJCP contemple os hidromeles polacos na categoria M4B, cabe aqui falar mais sobre seus estilos. A Polônia é atualmente o maior produtor mundial de hidromel e sua produção vem desde a idade média, motivo pelo qual os poloneses o consideram como uma bebida ancestral, dos seus antepassados. Os primeiros registros sobreviventes foram compilado no século X. 
Mais que uma tradição na produção de hidromel, o miód pitny é um método que estabelece 4 estilos distintos. Ao contrário da classificação moderna, por assim dizer, a classificação polaca não diferencia um hidromel do outro de acordo com os adjuntos usados. A diferença está na quantidade relativa, em volume, de mel e água independente da adição de frutas, sucos e/ou especiarias. Cabe ressaltar que o mel tradicionalmente usado nos miódy pitny é o mel de trigo sarraceno, que é o grão da base alimenta dos povos eslavos. Abaixo temos os 4 miód pitny mais conhecidos. De acordo com a legislação polonesa:
- Czwórniak — Nome derivado do número 4, seu mosto é criado a partir de 1 parte de mel e 3 partes de água. A tradição polaca determina um período mínimo de envelhecimento de 9 meses.[14]
- Trójniak — Seu nome deriva do número 3, pois seu mosto é montado com 1 parte de mel e 2 partes de água. A tradição determina um período mínimo de 1 ano de envelhecimento.[15]
- Dwórnjak — A denominação deriva do número 2, já que as proporções são 1 parte de mel e 1 parte de água. O envelhecimento mínimo determinado pela tradição são 2 anos.[16]
- Półtorak — No que deriva do número 1,5 ("półtora", em polonês) é composto de 2 partes de mel e 1 parte de água (ou 1 de mel e 1/2 de água). É o hidromel com maior tempo de envelhecimento segundo a tradição polonesa, mínimo de 3 anos.[17]

### T'ej, o hidromel africano
A Etiópia, país africano localizado no Chifre da África, possui tradição milenar em produzir hidromel. Assim como os hidromeles polacos, esse hidromel é representado na categoria M4B (Historical Mead) do BJCP. Chamado de T'ej tem como característica marcante o uso de Rhamnus prinoides, também conhecido por gesho. Essa planta é essencial na produção, pois além de agregar amargor, contribui também com a flora de microrganismos que fermentarão o mosto.

## Hidromel no Brasil
A história nos mostra que a civilização que tinha o mel como alimento do cotidiano, possivelmente produzia algum fermentado alcoólico desse alimento. O Brasil possui abelhas únicas, endêmicas do território brasileiro, subfamília das "Apinae" chamadas meliponini. Os nativos brasileiros coletavam e consumiam mel dessas abelhas, criando sua versão fermentada desse valioso insumo. Esse fato é relatado por vários jesuítas em missões no "Brasil Colônia", que registraram em seus estudos o consumo de uma bebida alcoólica por povos nativos como os "Caingangues" e "Tapuias", produzida à partir do mel de abelhas nativas. Até onde se sabe essa é uma tradição genuinamente nativa e sem influência dos europeus, indicando que seu consumo é de muito antes da chegada dos portugueses ao Brasil.
Com a popularização da fabricação artesanal de cerveja, vindo desde o fim da primeira década dos anos 2000, e um desenvolvimento do mercado "homebrew", cada vez mais pessoas vem se interessando na produção caseira de hidromel. Tanto que em 2016, no estado de "São Paulo", é fundada a primeira associação de produtores artesanais de hidromel, APH-SP (Associação de Produtores de Hidromel de São Paulo), posteriormente rebatizada por APH (Associação de Produtores de Hidromel). Uma iniciativa que partiu de produtores artesanais de hidromel, do estado de São Paulo, com o intuito de se organizarem e instituirem um representante da causa hidromeleira. No ano seguinte, 2017, é a vez dos produtores do sul do Brasil se organizarem, fundando a ASH (Associação Sul Brasileira de Produtores de Hidromel).
Atualmente o Brasil pode contar com algumas hidromelarias profissionais que produzem para o mercado interno. O hidromel produzido deve seguir a legislação brasileira, através do Decreto n. 6.871, de 4 de junho de 2009, que regulamenta a Lei n. 8.918, de 14 de julho de 1994, que define o hidromel como a bebida obtida pela fermentação alcoólica de solução de mel de abelha, sais nutrientes e água potável, com teor alcoólico variando de 4 % v/v até 14 % v/v.
Devido à falta de tradição e a uma ainda incipiente cultura hidromeleira, a legislação nacional não consegue conceber o hidromel para além de sua especificação purista, rigidamente definida. A adição de qualquer outro adjunto, mesmo que venha a atender a algum estilo internacionalmente reconhecido, descaracteriza a bebida do ponto de vista legal. Sendo assim, se contiver algum ingrediente além do previsto no decreto acima citado, a bebida deverá ser classificada como "bebida alcoólica mista"
O mercado brasileiro de hidromel vem se desenvolvendo devido ao crescente interesse do público em bebidas exóticas, históricas e com personalidade única. Obras literárias como "Harry Potter", "Senhor dos Anéis", "Game of Thrones", jogos de RPG como a saga "The Elder Scrolls" e Assassin's Creed Valhalla, cinema em filmes como Beowulf e Robin Hood, séries como "Vikings" e "Ghosts", ajudaram a tornar a bebida conhecida. Mas foi a crescente popularização da cultura "homebrew", produção de bebidas alcoólicas artesanais/caseiras, que gerou, e vem gerando, o surgimento de entusiastas, novos produtores, hidromelarias artesanais e até mesmo algumas industriais, além de festivais com temática medievalista ou nórdica, bem como sites e muitos vídeos dedicados à sua divulgação e produção.

## Hidromel entre os eslavos
"Myadukha" é a palavra usada na Bielorrússia para o hidromel, a bebida tradicional dos antigos eslavos e data de tempos pre-históricos, quando as tribos eslavas o bebiam como um ato de fé ao deus Perun. Modernamente, no verão, a myadukha é servida com cubos de gelo e uma rodela de limão, mas também pode ser preparada como uma bebida quente, servida com temperos como canela e gengibre. 